# Combo master
『combo master』（コンボマスター）は、2010年4月1日から2013年9月30日までCROSS FMで放送されていたワイド番組である。
ベイサイドプレイス博多スタジオからの生放送。放送時間は毎週月曜 - 木曜 14:00 - 17:00 （日本標準時）、初回のみ13:00からの4時間枠で放送。ナビゲーターは、前番組『somewhere something』から引き続き相越久枝が務めていた。なお、相越休演時のピンチヒッターは、八木徹（主に月曜、水曜）、ルーシー（主に火曜、木曜）、栗田善太郎（前番組も担当）、コウズマユウタ（当日Challengeラヂオも引き続き出演、また相越とはPresen Marcheにて共演歴有。）、honeyらが担当していた。

## タイムテーブル
- 14:00Opening
- 14:03 MEGAcombo
- 14:20ジャパネットたかたラジオショッピング
- 14:30 SNAP SHOT
- 14:44 music forest、（木）宗像ユリックスに関するコーナー
- 14:53 快適生活ラジオショッピング
- 15:00 HEADLINE NEWS （ニュース）
- 15:02 WEATHER INFORMATION （気象情報）
- 15:03 TRAFFIC INFORMATION （交通情報）
- 15:10 GUEST Combo
- 15:44 music forest
- 16:00 HEADLINE NEWS （ニュース）
- 16:02 WEATHER INFORMATION （気象情報）
- 16:03 TRAFFIC INFORMATION （交通情報）
- 16:10 FUKUOKA combo
- 16:30特撰ラジオショッピング
- 16:44 music forest
- 16:50 End talk
- 16:57番組終了→そのままGREENLINEへ。

## コーナー
MEGAcombo（メガコンボ）
日本国内外のニュースを紹介するコーナー。
SNAP SHOT（スナップショット）
前番組『somewhere something』からの引き継ぎコーナーで、同様にタイ王国のさまざまな情報を紹介していた。およそ20年にわたってCROSS FMで放送され続けたこのコーナーは、本番組の最終回をもって終了した。
GUEST Combo（ゲストコンボ）
ゲストを招いている回では、その人物に関するものを紹介。ゲストなしの回では、リスナーからのお便りを紹介する。
FUKUOKA combo（フクオカコンボ）
福岡県内の情報紹介に特化したコーナー。
イエス愛犬
リスナーが飼っている犬の話、飼い犬用の道具、飼い犬関連のお役立ち情報などを紹介。